# Mormon Tabernacle Choir
Il Tabernacle Choir, in Italiano: il Coro del Tabernàcolo, è un coro statunitense di 360 membri, facente parte della Chiesa di Gesù Cristo dei santi degli ultimi giorni di Salt Lake City (Utah) e attivo dal 1847. John Parry è stato nominato primo direttore ufficiale del coro, mentre solo un paio di anni più tardi è stato completata la cupola del tabernacolo ancora oggi esistente. Sotto la direzione di Evan Stephens, intorno al 1893, il coro ha fatto il suo primo tour negli USA. Il coro ha fatto le sue prime registrazioni ufficiali nel 1910, nella trasmissione radiofonica Music and the Word, debuttando per l'emittente KSL. Le registrazioni del programma sono andate avanti fino al 1932. Nel 1959 il coro, grazie alla registrazione del The Battle Hymn of the Republic, ha guadagnato un Grammy, seguito nel tempo da una serie di dischi d'oro e di platino.